# Goliardia
La goliardìa è un insieme di associazioni studentesche universitarie di origine medioevale, tipico dell'Italia ma simile per certi aspetti ad altre organizzazioni di altri paesi, come per esempio le fratellanze e sorellanze statunitensi. Il termine per traslato si riferisce anche più in generale allo spirito che anima le comunità di studenti, in cui alla necessità dello studio si accompagnano il gusto della trasgressione, la ricerca dell'ironia, il piacere della compagnia e dell'avventura.

## Etimologia
La parola goliardo, o meglio goliarda, è spesso considerata la contrazione di Golia Abelardo. In realtà, la parola ha un etimo incerto e dibattuto: apparsa nella seconda metà del XII secolo, andò a sostituire l'espressione clerici vagantes divenuta inadeguata, affermandosi soprattutto nel XIII secolo. Compare, per la prima volta, nella doppia forma francese (goliard) e mediolatina goliardus.
La parola potrebbe derivare dal latino gŭla (che designava un particolare "canto a gola"), con l'aggiunta del suffisso -hard, con il significato di "goloso" (o "incontinente"). Un altro etimo, molto sentito all'epoca, rimanderebbe a un personaggio biblico, il gigante Golia (in latino Golias), nel senso di diavolo o nemico di Dio (nella versione Biblica, infatti, Goliath indicava lo stesso diavolo). In questo stesso senso spregiativo, Golia era anche l'epiteto con cui San Bernardo da Chiaravalle era solito chiamare il suo avversario intellettuale Pietro Abelardo, personaggio contraddittorio, prelato e intellettuale, vissuto nel XII secolo, fondatore di questo movimento e stile di vita.
Secondo lo storico francese Jacques Le Goff, invece, sono da considerare fantasiose quelle etimologie che fanno derivare il termine da Golia o da gula, la gola, intendendo quindi il goliardo colui che è dedito ai piaceri della gola. Nel francese antico, in effetti, il termine Goliard o Goliart significava "goloso", "ingordo", "ghiottone". Goliardico è anche un aggettivo, che può essere usato anche fuori dal contesto soprascritto; infatti, qualsiasi comportamento in cui sono presenti componenti scherzose e dissacranti al limite dello sberleffo può definirsi tale.

## Le origini medioevali
"Qual nave che nel pelago

non ha nocchiero...

io non son stretto a vincoli

né a luogo alcun mi lego

...
mi struggono delle vergini

le grazie e il candore,

se non posso con l'opera

le stupro almeno col cuore

...
Ah i casi non son radi

in cui mi avvien di perdere

anche le vesti ai dadi!

Ma se pel freddo ho i brividi,

nell'imo petto ho ardori

...
È mio saldo proposito

morir dal taverniere:

chi quivi muore ha prossimo

alle labbra il bicchiere,

e ode i cori degli angeli

che pregano:- Signore

deh accogli nell'Empireo

questo buon bevitore!

...
Cerco il piacer tra gli uomini

e non oltre le stelle

non curo affatto l'anima

ma curo assai la pelle."

(Dal canto "Estuans Intrinsecus", composto dall'Archipoeta di Colonia, CB 191)
Se incerta è l'etimologia, più sicura invece la loro origine storica che può rintracciarsi intorno al XII secolo quando la rinascita economica delle attività commerciali rompe le strutture immobilistiche dei secoli precedenti e introduce un'ampia mobilità sociale. Già il fatto di non poter inquadrare i goliardi in un preciso schema sociale, come accadeva nell'Alto Medioevo dove ognuno occupava il suo definito ruolo sociale, genera sospetto e scandalo nei benpensanti del tempo. I goliardi sono clerici vagantes, intellettuali vagabondi che per le loro condizioni economiche e sociali sono esclusi dalla carriera dei maestri delle università medioevali e dagli stessi studenti che possono permettersi di seguire in modo continuativo le lezioni dei professori. Essi quindi sono studenti poveri che vivono di espedienti o al servizio di quelli ricchi o inventandosi il mestiere di giocolieri, quando ioculator voleva dire essere uno spostato o un ribelle della buona società. Si danno quindi a una sorta di vagabondaggio intellettuale seguendo gli spostamenti del loro maestro preferito o recandosi dove insegnano professori famosi. L'esperienza di luoghi e uomini diversi ne fa quasi naturalmente degli spiriti liberi e la loro giovinezza li spinge a ricercare i piaceri ad essa associati. Di questa loro tendenza all'amore, al gioco e al vino ne rimane traccia nei loro componimenti poetici, nei Carmina Burana dove all'esaltazione dei piaceri carnali si associa la critica alla Chiesa medioevale fustigatrice dei costumi libertini.
I goliardi sono i naturali anarchici oppositori di tutti coloro che si riconoscono nelle caste sociali medioevali, non solo quelli associati al potere come l'ecclesiastico o il nobile ma anche quelli chiusi nella loro grettezza sociale e intellettuale come il contadino. Nella loro feroce critica antipapale e antiromana, i goliardi vengono spesso associati al partito ghibellino, ma in realtà essi vanno oltre: nel papa essi vedono non solo l'ipocrita tutore della tradizione morale ma l'esponente di una gerarchia organizzata sulla nuova forza del denaro:
la sposa di Gesù divien venale

donna pubblica or è, lei che era dama.»
(Dal canto "Licet eger cum egrotis", composto da Gualtiero di Châtillon, CB 8)
Ma anche nel clero i goliardi fanno distinzioni: i parroci sono risparmiati dalla loro critica corrosiva perché essi sono povere vittime della gerarchia e della avidità dei frati che, con la loro ipocrita professione di umiltà e povertà, in realtà fanno concorrenza ai preti togliendo loro ingenui fedeli e prebende, grazie alle quali gozzovigliano nel chiuso dei loro conventi. I goliardi danno inizio a tutta una letteratura che vede nel fratacchione l'esponente tipico di una vita condotta sotto l'insegna dei piaceri carnali, nascosti da una tonaca falso segno di una rinuncia ai beni terreni per quelli celesti. Ai veri o falsi valori fratreschi di una vita contemplativa, i goliardi contrappongono l'ideale di una vita attiva tutta umana e laica.
Il goliardo amante della pace, condizione prima dei piaceri, non può non essere antagonista del nobile cavaliere dedito alla professione della guerra, di fronte al quale lo studente intellettuale contrappone la sua superiorità mentale e persino le sue maggiori capacità di seduzione sulle donne:
come impongono l'usanza e il dovere,

riconosciam che il chierico in amore,

vale assai, assai più del cavaliere.»
(Dalla Canzone di Filide e di Flora, CB 92)
Fin dall'inizio era prevedibile che i goliardi fossero ridotti ai margini del movimento intellettuale. La loro critica solo distruttiva, l'incapacità di istituzionalizzarsi nelle università, le persecuzioni e le condanne che li hanno colpiti, il loro amore per una vita libera e libertina li ha fatti scomparire dalla cultura dei secoli seguenti alla quale tuttavia essi hanno lasciato in eredità le loro idee che rivivranno negli intellettuali dell'Umanesimo e del Rinascimento.

## La goliardia nell'Età moderna
Nell'epoca moderna gli studenti delle università italiane presero a riunirsi in accademie. Questi gruppi, cui partecipavano talvolta anche professori, avevano come punto di riferimento caffè o salotti privati. Spesso i membri di un'accademia si riconoscevano per alcuni segni distintivi, come l'indossare una spilla o un particolare capo di abbigliamento, fino allo sfoggiare una singolare acconciatura.
Ad esempio, si ha memoria di numerose accademie sorte a Pisa, tra l'inizio del seicento e la metà del settecento. Tra queste le accademie degli Svegliati, dei Disuniti, degli Irresoluti e dei Lunatici, quest'ultima nata dalla fusione di quelle degli Informi, dei Rozzi (o dei Sordi) e degli Occulti.

## La goliardia nel XIX secolo
Il più antico episodio goliardico conosciuto è descritto da Ersilio Michel ed è relativo all'anno 1820:
Le testimonianze goliardiche ancora oggi raccolte all'interno di questo Caffè pisano sono numerose. Come numerosi sono gli aneddoti riguardanti la frequentazione del caffè da parte di studenti poi divenuti famosi. Come l'aretino Antonio Guadagnoli il quale, improvvisando quartine scherzose, fece una penosa impressione al Leopardi, che vi accenna nello Zibaldone; il monsummanese Giuseppe Giusti, eterno fuoricorso, venuto, come scrisse lui stesso, "a studiar Legge di contraggenio"; il maremmano, ma pisano d'elezione, Renato Fucini, che in questo locale scoprì la propria vena poetica; per giungere al primo italiano vincitore di un Premio Nobel, il versiliese Giosuè Carducci, il quale, dopo aver superato brillantemente un esame, corse all'Ussero a improvvisare - come lui stesso scrive nelle memorie - un poema eroicomico: "Eroe dell'epopea, ch'io un po' cantavo, un po' declamavo, era un vaso etrusco personificato, il quale entrava nell'Ussero e spaccava le tazze, i gotti, e simili buggeratelle moderne".
Al pari di quanto stava avvenendo a Pisa, anche nelle altre principali città universitarie italiane la vita goliardica aveva al centro un caffè letterario. Tra i più importanti, il Caffè Florian di Venezia, il Caffè Pedrocchi di Padova e il Caffè Greco di Roma. Fu in questi e in molti altri caffè e salotti prossimi alle università che un largo numero di studenti e professori, alla luce dei rapidi mutamenti politici del periodo, sposò la causa risorgimentale e si batté per l'unità d'Italia. L'episodio che più rappresenta questo particolare momento storico è il sacrificio compiuto dal Battaglione Universitario (composto da professori e studenti di Pisa e Siena) il 29 maggio 1848 sui campi di Curtatone e Montanara. Il canto che ricorda quel sacrificio, il Di canti di gioia, è oggi un inno delle associazioni goliardiche italiane.
È sul finire del XIX secolo che per primi gli studenti bolognesi fecero proprio il termine "goliardia", quando il movimento venne fondato sotto l'impulso di Giosuè Carducci, allora professore presso la locale Facoltà di Lettere. Il poeta aveva assistito nel 1886 in Germania a manifestazioni studentesche simili a quello che sarebbe stato poi il modus operandi dei Goliardi. Gli studenti tedeschi erano effettivamente eredi (considerando le evoluzioni storiche del caso) di quei clerici vagantes tanto osteggiati dalla chiesa durante il XII secolo, e che avevano eletto Pietro Abelardo a proprio vessillo nella lotta – spesso più dozzinale che dottrinale – alle imposizioni ideologiche del Papa.
Nel giugno 1888 si svolsero i festeggiamenti per l'Ottavo Centenario dell'Università di Bologna. Essi erano stati fortemente voluti da Giosuè Carducci, che (come detto sopra) aveva partecipato nel 1886 ai festeggiamenti tedeschi per il sesto centenario dell'Università di Heidelberg, e ne era rimasto molto colpito. La Germania, unita da pochi anni, aveva sapientemente utilizzato i festeggiamenti di Heidelberg come vetrina per presentarsi al mondo come Nazione, e non aveva badato a spese. L'Italia, unita anch'essa da poco più di un decennio, volle emulare la Germania sullo stesso terreno. I festeggiamenti, denominati Saecularia Octava, richiamarono a Bologna delegazioni di studenti e di professori da tutta Europa. I Goliardi tedeschi, nelle loro uniformi delle Confraternite, spiccavano in mezzo a tutti gli altri. È difficile descrivere oggi l'atmosfera di euforia e di fratellanza tra studenti europei che pervase quei giorni, come possiamo ancora leggere negli articoli entusiasti dei giornali dell'epoca. Tutti gli intervenuti furono profondamente impressionati da ciò che videro. Gli studenti francesi, per esempio, decisero proprio in quell'occasione di creare anche in Francia una tradizione goliardica, fino ad allora inesistente: nacque così la Faluche, e nacquero i Faluchards.
Gli studenti intervennero a Bologna nelle loro varie delegazioni distinte per Università, e ogni delegazione portò un dono. I Goliardi di Torino portarono in regalo un'enorme botte di vino Barbera, che sfilò per il centro della città posta su un grande carro trainato da quattro buoi inghirlandati, preceduto da venti cavalieri in costume. Sulla botte, a cavalcioni, stava uno studente travestito da Bacco con la testa cinta da una corona di foglie di vite, con accanto una baccante colla coppa in mano e un satiro cornuto colle gambe caprine e la zampogna. I Goliardi di Padova, per evocare il loro Palazzo del Bo (sede dell'Università di Padova sin dal 1493), si portarono appresso un autentico bue, che venne anch'esso fatto sfilare; i Goliardi di Pavia regalarono una enorme forma di formaggio pesante più di 70 chili, recante sui lati dei versi scherzosi in rima in latino maccheronico. La botte di Barbera, il bue e il formaggio furono consegnati ai bolognesi con una fastosa cerimonia in latino, e furono poi utilizzati dai Bolognesi per allestire un enorme banchetto a cui presero parte tutti gli ospiti.

## La goliardia nel XX secolo

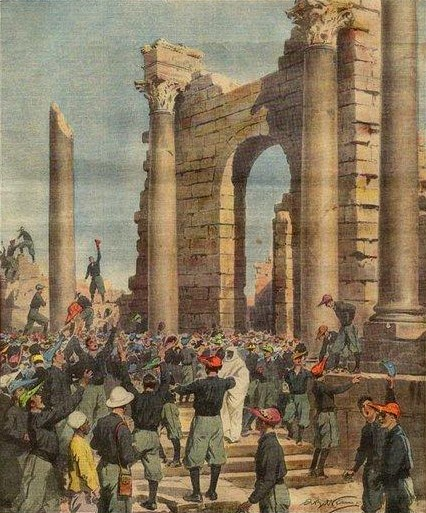
Gruppo di goliardi italiani durante una gita-studio in Tripolitania, nel 1933

Nel secolo XIX le Facoltà universitarie erano riservate a un ristrettissimo ed elitario numero di fortunati. Come scriveva Adriano Sofri: «I goliardi, cioè gli studenti, erano una piccolissima minoranza [della popolazione]; nel famoso «Quarantotto», quello del secolo XIX, si calcola che gli universitari fossero circa 30.000 in tutta Europa». La crescita economica e il miglioramento delle condizioni sociali medie che seguirono all'Unità d'Italia, portarono le università italiane ad aumentare in maniera progressiva il numero di iscritti. Così la vita goliardica uscì dai caffè letterari e si riversò nelle piazze e nei teatri, dove gli studenti amavano imperversare con manifestazioni quali le Feriae Matricularum, i carnevali goliardici, le operette (la più celebre fu "Addio, giovinezza!"), la distribuzione di giornali satirici (i cosiddetti numeri unici). Fino all'avvento del fascismo queste manifestazioni, prendendosi costantemente gioco dell'ordine costituito e delle costrizioni sociali e religiose del tempo, consentirono agli studenti di inserirsi per la prima volta con prepotenza nel dibattito sociale contemporaneo, spingendo con forza verso un ammodernamento dei costumi. Tra le persone che si sono distinte per l'impegno va ricordato Vanni Righini, Clerico Vagante nato goliardicamente a Livorno nel Granducato dei Quattro Mori, eterno studente, già vissuto a Firenze dove ha guidato il Sovrano Commendevolissimo Ordine Goliardico di San Salvi e poi a Siena dove è stato l'ideatore della Confraternita del Di-Vino Gallo Nero.

### Lematricolee ipapiri
È più o meno a cavallo tra XIX e XX secolo, che si affermò il costume del fare la matricola e dei papiri. Gli studenti con più bolli, ossia quelli con più anni di università alle spalle, andavano a caccia dei nuovi iscritti (le matricole) per prendersi gioco di loro, riscuotere un piccolo obolo o più semplicemente farsi pagare da bere. Una volta “pelata”, alla matricola veniva rilasciata una pergamena a testimonianza dell'avvenuto pagamento, cosicché altri studenti anziani non potessero pretendere pagamenti ulteriori. Queste pergamene, riempite con disegni sconci e frasi ironiche, erano denominate papiri; i loro autori, in alcuni casi dei veri e propri artisti, erano ingaggiati dagli studenti anziani anche per immortalare le proprie gesta goliardiche in papiri di laurea, da affiggere in città una volta terminati gli studi. Questa dei papiri di laurea è una tradizione che sopravvive ancora oggi, diffusa in particolar modo tra gli studenti degli atenei di Padova, di Verona e di Venezia, oltre che di Trieste, Trento, Ferrara e Udine. Sempre a Padova e a Trieste peraltro, ma soltanto in ambiente goliardico, continua la tradizione del Papiro Matricolare, di fatto però demandata alle Accademie e agli Ordini Goliardici.

### Il periodo fascista

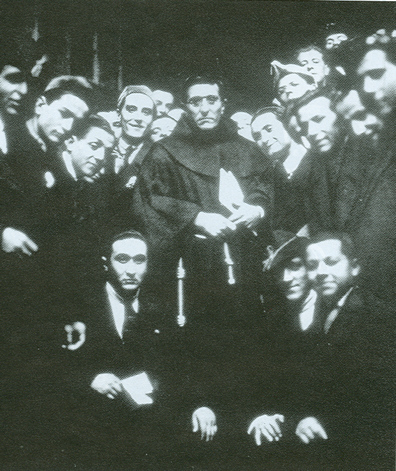
Agostino Gemelli attorniato da alcuni studenti dell'Università Cattolica. Si notino le feluche indossate da questi ultimi.

Con l'istituzione dei Gruppi Universitari Fascisti (GUF) nel 1927, gran parte delle associazioni studentesche furono soppresse. I Guf, gestiti direttamente dal partito allo scopo di formare nuovi gerarchi, per prima cosa si adoperarono nel tentativo di spegnere quello spirito di irriverenza che fino ad allora aveva animato gli studenti universitari. Per questo il regime arrivò persino a vietare il berrettino goliardico, obbligando gli studenti a sostituirlo con un fez nero sul quale, al massimo, ciascuno studente poteva applicare una striscia colorata a indicare la facoltà di appartenenza. Molti studenti si adeguarono, ma non mancarono episodi in cui gli studenti riuscirono comunque a dare sfogo a tutta la loro irriverenza. Fu il caso degli attori pisani del Crocchio Goliardi Spensierati i quali, “malauguratamente” invitati ai Littoriali della cultura e dell'arte di Palermo nel 1938, si presero gioco della parata e crearono non pochi scompigli.
A questo vanno aggiunte le "beffe" organizzate dai goliardi pisani, e cioè l'inaugurazione in Piazza dei Cavalieri del busto a Galileo Galilei, impersonato da uno studente "infarinato" (come gli attuali artisti di strada) a mo' di statua e il finto arrivo del Mahatma Gandhi alla stazione di Pisa, impersonato da un magrissimo studente di Pontedera (secondo la leggenda). Non vanno dimenticate le "spillonate" (punture di spillo) date nel deretano del gerarca, segretario del Partito Nazionale Fascista Achille Starace portato in trionfo dagli studenti patavini allora obbligatoriamente iscritti alla Gioventù Universitaria Fascista.

### La rinascita e il boom del dopoguerra
Di fatto, terminata la guerra, in molte città si ricorda come i goliardi furono tra i primi a impegnarsi nel rianimo del dibattito sociale e nel risollevare gli animi della popolazione, distribuendo piccole pubblicazioni ciclostilate, organizzando feste e imbastendo scherzi. Tutto questo in perfetto stile goliardico, ricorrendo all'ingegno e ai più singolari mezzi di fortuna.
Parallelamente al boom economico degli anni cinquanta e sessanta, lo spirito goliardico all'interno delle università italiane raggiunse il suo apice. Di anno in anno il numero degli iscritti agli atenei italiani crebbe progressivamente, e gli studenti iniziarono a sperimentare un'indipendenza mai vissuta prima. Ad aumentare furono soprattutto i fuori sede, studenti che lasciavano il paese di origine per stabilirsi, durante l'arco dell'intero anno accademico, in una lontana città universitaria (peregrinatio academica). Ricalcando l'esempio delle accademie rinascimentali, gli studenti cominciarono a riunirsi in gruppi dai nomi e dai simboli stravaganti, spesso in riferimento ai luoghi di origine o alle facoltà di appartenenza. Ciascun gruppo promuoveva iniziative e agiva anche come una sorta di “protettorato” nei confronti delle nuove e spaesate matricole, costantemente bersagliate da quel fenomeno dilagante e incontrollato passato sotto il nome di papiro selvaggio.

### La nascita degliOrdinie delgioco goliardico
In forma del tutto spontanea, con il ritorno della pace subito dopo il termine della Seconda Guerra Mondiale, ogni città universitaria dette vita ad un proprio Ordine sovrano. A Bari nel 1943 viene eletto Gran Priore del Senato Accademico Fofò Campobasso dell'Ordine di Santa Stuta. Nel 1947 partecipano II° Congresso Universitario di Torino il Gran Priore di Santa Stuta Vitino Sassanelli con alcuni Principi e Priori in carica. Per esempio a Firenze, dove è già presente il Sovrano e Commendevolissimo Ordine di San Salvi, viene fondato, nel 1957, il Placido Ordine Della Vacca Stupefatta, abbreviato in P.O.D.V.S., guidato dalla figura del Gran Corno e dalla Magnifica Dieta dei Corni, suoi diretti collaboratori; a Napoli, il primo ordine goliardico (la “Sovrana Corte Lupes”) risulta invece fondato negli anni ‘60 ed attivo sino a metà anni ‘70. L'Ordine era chiamato a regolamentare le vessazioni ai danni delle matricole, nonché l'attività goliardica dei vari gruppi cittadini, denominati a seconda del luogo e delle circostanze Ordini minori, Ordini vassalli (questi ultimi a Bologna sono denominati Balle, a Padova Academie o Ordini (di rango minore), a Torino Vole). Per esempio sempre a Firenze nasce a Scienze Politiche Cesare Alfieri il Sacro e Privato Ordine del Cilindro. Quindi ogni gruppo si dotò di una gerarchia interna e di segni distintivi quali placche e manti, da indossare nelle principali occasioni goliardiche. Una volta l'anno il capo-città indiceva la Festa delle matricole del proprio ateneo, e invitava a parteciparvi le delegazioni di rappresentanza delle altre università. A queste feste, con il ripetersi degli incontri tra gruppi di goliardi provenienti un po' da tutta Italia, andò definendosi il gioco goliardico, un gioco basato sulla dialettica; e, parallelamente, iniziò a prendere forma un canzoniere goliardico, che oggi conta centinaia di composizioni. Tutti gli atenei aderirono a questo nuovo modo di fare goliardia, eccezion fatta per gli studenti di Siena, dove ancora oggi i goliardi osservano rigidamente la regola dell'anzianità e dei già citati bolli.

### Il Sessantotto e ilsonno
Con l'avvento del Sessantotto e di tutto ciò che ne scaturì, fra gli studenti universitari l'impegno politico prese decisamente il sopravvento su qualsiasi altro tipo di attività. E la prima a farne le spese fu l'attività goliardica, così come era andata strutturandosi negli ultimi anni, giudicata da sinistra troppo scanzonata e disimpegnata a confronto coi fatti che in quegli anni sembravano sconvolgere il mondo. Prese di mira, anche per via di quel gioco a tratti autoreferenziale e per molti incomprensibile, le associazioni goliardiche subirono un lento declino fino alla quasi totale scomparsa, nel periodo definito "sonno", che va dalla metà degli anni settanta fino alla metà degli ottanta. Di fatto, dagli anni settanta in poi il termine “goliarda”, nella sua accezione più comune e diffusa, non sarà più utilizzato come sinonimo di “studente universitario”.
Terminato il "sonno", è con la fine degli anni settanta che gli "Ordini goliardici" iniziarono a fare la loro timida ricomparsa, in forma non omogenea e principalmente nelle università del centro e del nord. Le nuove generazioni di studenti si misero a caccia degli anziani "capi-ordine" e "capi-città" "gran Nappi" Princeps, ancora custodi di "manti", "placche", "papiri" e "patacche" (medaglioni) storici, nel tentativo di riprendere la tradizione da là dove era stata interrotta.
Ad oggi, la Goliardia sopravvive negli Ordini Goliardici in numerosi atenei italiani, come fenomeno di aggregazione sociale e/o associazionismo di elezione tra studenti universitari e non più come elemento subculturale immediatamente connaturato alla vita universitaria.
In numerose città (Bologna, Genova, Torino), nondimeno, gli Ordini Goliardici contano ad oggi numerosi partecipanti e insigniti, coinvolti nell'organizzazione di eventi goliardici ed istituzionali in collaborazione con gli Atenei ed i Comuni di riferimento.

## Struttura e organizzazione odierna
La goliardia è prima di tutto divisa in Ordini, ovvero aggregazioni, con storie e tradizioni, di goliardi. Ogni ordine è organizzato in maniera gerarchica, ed ha al suo vertice un Capo-Ordine. A Bologna questi ordini vengono chiamati "Balle", traendo il nome dai gruppi malavitosi cittadini del XIX secolo.
Ogni città che sia sede universitaria ha un ordine sovrano che ha il compito di governare la città. Il Capo-Ordine dell'Ordine Sovrano è generalmente chiamato "Capo-Città" e ha poteri assoluti su tutti gli ordini vassalli. I Capi Città hanno di solito dei nomi che si burlano delle istituzioni o simboli locali.
Sotto all'ordine sovrano stanno gli ordini vassalli, anch'essi governati da un capo ordine che è sottoposto al capocittà.
Caso particolare è rappresentato dalla piazza fiorentina dove gli ordini goliardici, strutturati per facoltà, hanno da sempre avuto maggiore forza e prestigio poiché sovrani sui territori dei propri Istituti accademici (caso esemplare il Sovrano Laborioso et Agreste Ordine della Zappa che riporta nello stemma questo proprio diritto).
La figura di Gran Maestro del Sovrano Commendevolissimo Ordine Goliardico di San Salvi, sostenuta dagli Ordini di facoltà, è quindi sintesi della Goliardia fiorentina e vanta un prestigio pari al carisma della persona che riveste tale altissimo rango.
Infine gli ordini che hanno sede in città non universitarie, sono detti "ordini minori". Un esempio può essere il Principato di Piombino che fa capo a Pisa ma rappresenta gli studenti che provengono da quella zona.
In generale gli ordini sono aperti a tutti gli studenti ma esistono delle eccezioni. A Firenze gli ordini goliardici sono strutturati per Facoltà, mentre a Parma esiste un ordine solamente femminile. Esistono degli ordini che accettano solamente goliardi provenienti da determinate regioni italiane. Oltre a questa tipologia di ordine, ne esiste un'altra senza confini territoriali:

- Sacrae Goliae Confraternita (attualmente operante de facto solo in Milano)
- Kaliffato d'Al-Baroh (operante de facto solo in Genova su concessione del Doge del Dogatum Genuense S.O.G.L.)
- Misticus Goliardicusque Ordo Longobardorum Crucis
- Sovranus Ordo Telematici Communicatio atque Phax
- Ordo Primi Solis S.O.G.M.
- Sovrano Ordine Goliardico dei Clerici Vagantes[non chiaro]

Esistono infine alcuni particolari Ordini onorifici, ai cui prestigiosi conferimenti sono ammessi i soli Goliardi (spesso, di tutte le piazze) considerati più illustri e benemeriti:
- Ordo Equitum Sancti Georgii, o Ordine Equestre dei Cavalieri Protettori di San Giorgio (O.E.S.G.), esclusivamente maschile e conferito dal Dogatum Genuense S.O.G.L., ancor oggi ambito dai goliardi di tutta Italia;
- Goliardico Nobilissimo Ordine Cavalleresco di Slavonia (G.N.O.C.S.), conferito dal Gran Maestro del Fittone di Bologna.

Alcune onorificenze possono altresì essere conferite ai soli insigniti di un dato Ordine Goliardico, come l'Ordine Nobiliare del Patriziato Goliardico Genovese (conferito ai soli insigniti del Dogatum Genuense S.O.G.L.)
Le città sono viste come stati, proprio come ai tempi delle città-stato e infatti quando un ordine va a fare visita a un altro in un'altra città si dice gergalmente "si va all'Estero".
Affinché una persona si possa unire ad un Ordine, essa dev'affrontare un "processo", ossia un iter d'accettazione in cui l'individuo, in tale stato chiamato con gli epiteti "MQM", "minus quam merdam (considerabilis)", spesso anche "filisteo", viene accompagnato, seppur dileggiato propedeuticamente al suo inserimento nella sovente nequitosa fratellanza goliardica, lungo un percorso d'autoconsapevolezza e conoscenza dei propri mezzi, nel quale sfida sé stesso esplorando i suoi veri limiti (sociali, morali e intellettivi), dunque scoprendo quanto il processato sia idoneo o inetto a intraprendere ciò che può esser definito un vero, proprio e distinto stile di vita alternativo.
La confraternita rappresenterà, durante questo processo, un falso antagonista del minus quam merdam, ma anzi gli sarà coadiuvante per l’abbandono di tutti i costrutti sociali che han finora inibito il filisteo dal compiere atti, dalla società tanto malvisti quanto effettivamente innocui, se non genuinamente ed intelligentemente intrattenitori, che il goliarda supera senza porsi problemi. Il Capo-Ordine decreterà l’effettivo compimento del processo o, in caso l'MQM non presenti attitudine goliardica, oppure in caso il processato stesso lo decida, l'interruzione del processo. Se questo dà esito positivo, l'aspirante goliarda viene "battezzato" nel nome degli idoli goliardici e del nume del Capo-Ordine, gli viene affibbiato uno pseudonimo e, poscia giuramento, sarà entrato a tutti gli effetti nell’Ordine, al grado più basso della sua gerarchia.
Normalmente all'interno degli Ordini goliardici non sono in vigore regimi di tipo democratico. Ogni Ordine è dotato di una precisa gerarchia, che di solito i singoli membri percorrono (verso l'alto o, in caso di gravi demeriti, verso il basso) ad assoluta discrezione del Capo-Ordine.
La successione tra Capi-Ordine può avvenire in vari modi. Alcuni esempi:
- per abdicazione (è il più comune): il Capo-Ordine uscente designa il suo successore e gli trasmette pubblicamente la carica;
- per designazione: il successore viene nominato da un ristretto gruppo di Goliardi appositamente riuniti con, in alcuni ordini, una minima valenza decisionale riservata alla maggioranza dei membri dell’ordine che esprimono una preferenza (per esempio il Pontefice a Sassari e il Pontifex Maximus Goliardorum a Torino, che vengono scelti mediante Conclave);
- per elezione: i membri dell'ordine, ma più solitamente una parte qualificata di essi, eleggono "democraticamente" (è in realtà la democrazia un concetto poco goliardico, se non configurato come momento assolutamente eccezionale) il nuovo Capo-Ordine: così il Doge di Genova e il Duca di Urbino.

La manifestazione più alta della sovranità goliardica è rappresentata dal diritto esclusivo di intonare il Gaudeamus nell'ambito di un dato territorio. Tale diritto compete, dunque, ai Capi dei singoli Ordini Sovrani, i quali per consuetudine possono estenderlo anche ai capi di Ordini Minori o Vassalli (ad esempio quando questi ultimi organizzano cene o riunioni).
Esiste anche in Goliardia la possibilità del "colpo di Stato", che prende il nome di "fronda" (e che solitamente, tranne rari casi, non è contemplato dagli Statuti dei singoli Ordini).
La fronda consiste nel tentativo di delegittimare e spodestare "dall'interno" un Capo-Ordine, trasferendo la sovranità su un altro Goliarda.
Il modo "classico" in cui si svolge una fronda è questo: a una riunione o cena presieduta dal Capo-Ordine che si vuole spodestare, colui che capeggia il colpo di Stato intona il Gaudeamus e i presenti si trovano a scegliere se unirsi al canto oppure a "fontanare" (buttare in una pubblica fontana) il golpista. Ovviamente conta soprattutto il numero e la carica nobiliare di chi segue il canto o viceversa "fontana". In questo modo si formano due schieramenti, che si fronteggiano poi, per tradizione, nella discussione al bar fino alla definizione di un nuovo assetto, anche se non mancano le storie di tentativi di fronda finiti a botte: per esempio, la Tradizione Goliardica Patavina prevedeva, e prevede come extrema ratio avvenuta anche in anni recentissimi, l'elezione del Tribuno (il Capo Città Patavino) a botte.

### I bolli
La tradizione goliardica vuole che l'anzianità di un goliarda sia misurata in base all'anzianità universitaria, che si misura in “bolli”. La tradizione nasce dall'usanza, in vigore presso le università italiane, di apporre un timbro (bollo) per ogni anno di frequenza di uno studente presso l'ateneo. Sono inoltre conteggiati "+ 1" "bollo" extra, nel caso di cambio di facoltà (ad es. passare da ingegneria a medicina) o di "+ 1/2" "bollo" extra, nel caso di cambio di città (trattandosi però di casi rari, la questione è discussa: talvolta i "bolli" sono "+ 2" nel caso di cambio di facoltà e "+ 1" nel caso di cambio di città). Oltre ai "bolli" effettivi, che sono computati in base alla frequenza universitaria, è possibile ricevere dal Capo-Città dei "bolli" honoris causa (cosiddetti bolli HC), per straordinari meriti. 
Alle maggiori cariche goliardiche è commisurato un numero simbolico di bolli (al Capo-Città ne spettano solitamente n+1, che sta a significare che il Capo-Città ha sempre un "bollo" più di chiunque altro) che ne rappresenta l'importanza. 
Il goliarda che sia ammesso alla goliardia pur frequentando l'ultimo anno di liceo è chiamato "bustina". In alcune città, esempio a Prato, con il termine bustine si identificano gli studenti appartenenti ai club goliardici. Essi sono sotto la sovranità del Capo-Città, la figura più importante è il presidente a cui viene concesso un territorio ovvero quello della propria scuola.
I "bolli" sono anche di frequente utilizzati per determinare, in una disputa dialettica che finisce in parità o in determinate situazioni formali, chi deve offrire da bere. Da qui il motto "pagat semper minus bolli". 
La tradizione più antica della goliardia vuole che il primo bollo sia conseguito dopo almeno un anno di frequentazione goliardica e non universitaria, pertanto si può creare uno sfasamento tra i bolli effettivi "accademici" e "goliardici" ed inoltre al conseguimento della laurea i bolli sono azzerati. Tale tradizione era ricollegata all'uscita definitiva del laureato dalla goliardia per effetto del suo ingresso nel mondo del lavoro.
I goliardi sono pertanto così chiamati in base al loro numero di "bolli" effettivi:
- 1 bollo - "matricola minus quam merdam"; a Padova lo status giuridico di Matricola dura "usque Pasquam secundam" cioè sino alla seconda Pasqua Goliardica (ovvero quando si arriva a "vivere goliardicamente" il proprio secondo Otto febbraio)
- 2 bolli - "Flautulentissimus Famelicus Tolleratus sed necessarius faseolus";
- 3 bolli - "Collenda Columna";
- 4 bolli - "Nobile Antianus";
- 5 bolli - "Divinus Laureandus" quando è in tesi diventa "Divinissimus Laureandissimus";
- 6 bolli - "Sidereus Extracursus".

Il numero di bolli effettivi è sempre visibile a tutti ispezionando la feluca del goliarda. Qui le tradizioni possono differire da città a città, ma sostanzialmente sono così riassumibili:
- 1 bollo - nessun ammennicolo può essere apposto sulla feluca (fanno eccezione lo stemma della città, dell'ordine di appartenenza ed eventualmente il giglio);
- 2 bolli - possono essere apposti sulla feluca solo ammennicoli non pendenti (in molti atenei in numero non superiore a sette);
- 3 bolli - può essere apposto qualsivoglia ammennicolo alla feluca (in molti atenei i pendenti in numero non superiore a sette); in molte città le "colonne" con il terzo bollo acquisiscono anche il diritto di portare un manto nero senza insegne;
- 4 bolli - può essere apposto qualsivoglia ammennicolo alla feluca;
- 5 bolli - può essere apposta una frangia dorata su un lato della feluca;
- 6 bolli - può essere apposta una frangia dorata su entrambi i lati della feluca.

Per tradizione gli ammennicoli dovrebbero essere sempre donati, così come la feluca, o comunque dovrebbero rappresentare un evento, preferibilmente goliardico o connesso alla goliardia.

## Canti
I due inni della Goliardia sono
- Gaudeamus igitur: Inno internazionale degli studenti universitari.
- Di canti di gioia: Inno Italiano della Goliardia, composto nel 1891 come risposta italiana al Gaudeamus Igitur.

Assieme ai due inni, esistono decine di altri canti goliardici. Fra i componimenti goliardici più noti in lingua italiana si possono citare l'Ifigonia in Culide (la cui recita è utilizzata come rito di iniziazione per le matricole) e il Processo a Sculacciabuchi da San Rocco frate.

## Insegne
Per insegne si intendono i manti, placche, copricapo, sai e qualsiasi cosa indichi il rango e la città di appartenenza del Goliarda.

### Feluca e Orsina
La feluca è il tradizionale copricapo studentesco, simile al cappello che portava Robin Hood. È patrimonio di tutti gli studenti di un ateneo e solitamente, all'atto dell'entrata, viene "violentata", ossia battezzata, e in alcune città le viene tagliata la punta e tolto il giglio posto sulla calotta.